# فوجیوارا نو تاداتاکا
فوجیوارا نو تاداتاکا (انگلیسی: Fujiwara no Tadataka; ۱ ژانویهٔ ۱۱۶۳ – ۱۷ ژوئن ۱۲۴۵) کوگیو در دوره هی‌آن اهل ژاپن بود. قبل از شورش جوکیو از سیاست کناره‌گیری کرد و راهب بودایی شد.